# Severin (Mecklenburg)
Severin (Mecklenburg) este o comună din landul Mecklenburg-Pomerania Inferioară, Germania.